# Le confessioni d'un italiano
Le confessioni d'un Italiano (inizialmente pubblicato e per lungo tempo conosciuto col titolo - voluto dai primi editori - di Le confessioni di un ottuagenario) è un romanzo di carattere storico di Ippolito Nievo, concluso nel 1858 ma pubblicato postumo nel 1867: i fatti si svolgono negli anni che vanno dalla nascita del protagonista nel 1775 fino all'anno 1858.
Nel romanzo, considerato un capolavoro della letteratura, vengono narrate, sotto forma di un'autobiografia fittizia, le vicende di Carlo Altoviti, il protagonista che narra, ormai ottantenne, in prima persona la propria vita trascorsa come patriota, ma soprattutto come uomo che ha vissuto la trasformazione della propria identità da veneziano a italiano intrecciando i propri casi personali con le vicende storiche del Risorgimento italiano.

## Storia editoriale
Il romanzo fu scritto tra il dicembre del 1857 e l'agosto del 1858 e si compone di ventitré capitoli, ognuno dei quali anticipato da un breve riepilogo. Nievo, però, non riuscì a pubblicare subito la sua opera, non trovando un editore disposto ad affrontare le difficoltà della lunghezza del testo e della censura.
Le confessioni vennero pubblicate, quindi, postume, con il titolo Le confessioni di un ottuagenario nel 1867 a Firenze dall'editore Le Monnier e a cura di Erminia Fuà Fusinato, moglie di Arnaldo Fusinato, amico dello stesso Nievo.
La presunta incompiutezza del romanzo indusse i primi editori ad apportare correzioni al testo, modifiche che crearono parecchi fraintendimenti critici, soltanto di recente messi nella loro chiara luce. Comunque il manoscritto originale, dal 1931 donato dalla famiglia Nievo è conservato nella Biblioteca comunale di Mantova.
L'opera ebbe una buona popolarità. Nel 1960 ne venne ricavata una riduzione per la televisione dal titolo La Pisana.

## Lingua e stile
Il tono del romanzo è ironico ma coinvolto nelle vicende del protagonista, mentre il linguaggio del narratore non è aulico né volutamente popolareggiante, ma intermedio. Si può parlare di impronta orale della lingua, in quanto l'autore inserisce, accanto a termini aulici, termini che derivano dai dialetti mantovano e veneto (ciò si ricollega all'imprevedibilità della vita, altro tema affrontato nell'opera).

## Temi
L'ispirazione etico-religiosa circola in tutto il romanzo ed è presente fin dalla "scoperta del mare", prima avventura di Carlino fanciullo.
Il tema patriottico è presente e sorretto da un senso religioso del dovere che si esprime nel sacrificio della giovinezza e della vita.
L'amore è inteso come trasporto dei sensi e passione sublime nel contempo. La Pisana è l'espressione della passione genuina che ha in sé la sua redenzione (differente posizione da quella di Manzoni). Esprime inoltre una rivolta contro il moralismo cattolico-conformista.
Il tema storico-evocativo (il castello di Fratta, la caduta di Venezia, l'incontro con Napoleone Bonaparte, ecc.) è basato su una salda fede e su una costante e rinnovata speranza nel riscatto della patria.
La figura della Pisana è una riuscita rappresentazione di figura femminile: frivola, incostante, capricciosa, angelo e peccatrice insieme, ma profondamente legata a Carlino, pronta a sacrificarsi a lui quando è necessario.
Si tratta di un romanzo di formazione in quanto Carlo, attraverso tutte le età della vita, giunge ad un processo di maturazione che lo porta alla saggezza della vecchiaia. Si tratta anche però di un romanzo storico, ampio e documentato, nonché di un romanzo d'amore e di un romanzo di avventura. Gli aspetti di quest'ultimo genere sono riscontrabili nelle varie peripezie affrontate dai personaggi non senza colpi di scena (così le agnizioni).
Attraverso la vita di Carlino che nasce veneziano e morirà italiano, il romanzo dimostra come gli Italiani dalla fine del Settecento alla metà dell'Ottocento si siano gradualmente aperti alle idee di libertà ed abbiano conquistato con lotte e sacrifici il diritto ad essere un popolo libero ed indipendente, consapevole e fiero della propria dignità civile. Si tratta quindi della presa di coscienza dello sviluppo e della maturazione civile e politica del Paese: è un romanzo fondamentale sulla costruzione dello Stato italiano e della identità nazionale italiana.

## Trama

### Capitolo I
(incipit del romanzo)
La narrazione inizia con la descrizione del castello di Fratta a Fossalta di Portogruaro e con la rassegna dei personaggi che lo abitano: il conte di Fratta, il suo fidato cancelliere, il fratello monsignore Orlando (che, a dispetto del nome e del volere del padre, abbraccia la vita religiosa e non quella militare), il capitano Sandracca (comandante delle milizie del castello), ser Andreino (autorevole personaggio di Teglio), Martino (già servitore del padre del conte), il piccolo Carlino (nipote del conte, allevato da questo dopo che i genitori naturali lo avevano abbandonato in una cesta davanti al castello), Marchetto (messo del conte), il pievano di Teglio (maestro di Carlino), il cappellano del castello, la contessa veneta Navagero, la madre del conte (vecchissima e semi paralizzata), Clara e Pisana (entrambe figlie del conte: la prima malinconica e devota, mentre la seconda irrequieta, esuberante e passionale sin da bambina - personaggio quest'ultimo che si contrappone per indole al modello femminile della "Lucia manzoniana").

### Capitolo II e III
Carlino rievoca la propria infanzia di ospite poco gradito al castello, il consueto pranzo dei castellani nel tinello mentre egli con gli ospiti modesti mangiava nella cucina, le passeggiate ed i rumorosi giochi, ai quali si abbandonava con «la Pisana» e lo sbocciare della bellezza di Clara, che a 19 anni aveva già un folto stuolo di pretendenti, tra i quali Lucilio Vianello, figlio di un medico di Fossalta, entrato presto nelle simpatie della nonna di Clara e della ragazza stessa. Ricorda ancora quando fu segregato in una specie di topaia per aver commesso una birichinata e di come «la Pisana» andò a trovarlo e gli diede il primo bacio.

### Capitolo IV e V
Carlino narra dell'ostilità sorta tra il castellano di Venchieredo e il cappellano di Fratta, dell'improvviso ordine di arresto del prepotente castellano che era giunto da Venezia e motivato da ragioni politiche; di quando per vendetta il signore di Venchieredo fece assalire il castello di Fratta dai suoi sgherri; di come il ponte levatoio fu abbattuto per ordine del conte (così da precludere al nemico ogni possibile via d'accesso) e nessuno si accorse che Clara era rimasta fuori; di come Carlino si offerse per uscire alla ricerca della fanciulla, che trovò al sicuro, e di come tornò al castello assieme a Lucilio e Clara, mentre gli assedianti vennero messi in fuga dal Partistagno, un nobile pretendente all'amore di Clara.

### Capitolo VI-X
Nel frattempo la situazione incerta della Serenissima Repubblica di Venezia, che dopo i moti rivoluzionari in Francia teme echi anche in Italia, consiglia Almorò Frumier, cognato del conte, a lasciare la città lagunare per Portogruaro, dove la famiglia Frumier istituisce un centro di vita intellettuale al quale partecipano gli amici del conte.
In questo luogo si accentua l'idillio nato tra Clara e Lucilio che, per le sue doti, suscita l'ammirazione di tutti, compresa quella della Pisana. L'incostanza affettiva della ragazzina, da sempre attratta da giovani ammirevoli, prestanti e di buone maniere, spinge Carlino a studiare alacremente per "diventare qualcuno". Constatatane la sincera convinzione e assicurati dalla sua promessa d'impegno, Carlino viene mandato a Padova per conseguire la laurea di dottore. Intanto Clara, spinta dai genitori a stringere matrimonio dapprima con Raimondo (figlio di quel signore di Venchieredo incarcerato) e poi col Partistagno, rifiuta tutte le proposte di matrimonio, decisa piuttosto a farsi monaca. Compreso che il vero motivo del suo comportamento era un'infatuazione per Lucilio, la contessa decide di stabilirsi insieme alla figlia a Venezia, nella dimora Frumier, sperando che la lontananza tra i due giovani rinsavisca la primogenita e la riporti all'obbedienza filiale. Lucilio, che fino ad allora si era sempre rifiutato di laurearsi in medicina, nonostante esercitasse già da tempo la professione, decide di prendere la laurea e si stabilisce a Venezia, nel tentativo di ricongiungersi all'amata.
Carlino intanto, tenuto conto del contegno di Pisana (che civetta con Venchieredo e con un altro pretendente), rinuncia al suo amore e ritorna a Fratta per sostituire il cancelliere del conte che è morto. Clara intanto si rinchiude in convento, Pisana è chiamata dalla madre a Venezia e il conte muore. Carlino rimane coinvolto in una sommossa popolare a Portogruaro mentre cominciano le grandi vittorie di Napoleone. Quando ritorna a Fratta trova il paese e il castello devastati e la vecchia contessa in fin di vita.
Chiede pertanto un'udienza a Bonaparte per protestare e l'ottiene, ma senza alcun risultato. In seguito riceve una lettera della contessa che lo chiama a Venezia perché riveda suo padre e riprenda in società il posto che si conviene ad un rappresentante del casato patrizio degli Altoviti.

### Capitolo XI-XVI
Carlino viene così riconosciuto come figlio legittimo e nella seduta del 2 aprile 1797 entra a far parte del Maggior Consiglio, come patrizio votante. In seguito però agli avvenimenti politici appoggia l'idea democratica francese e quando viene proclamata a Venezia la repubblica popolare viene nominato primo segretario.
Intanto Clara prende il velo e Pisana sposa il nobile Navagero, vecchio ma ricco. Il padre di Carlino, dopo che Venezia viene ceduta all'Austria con il trattato di Campoformio, ritorna in Oriente lasciando presso la famiglia Apostulos un discreto capitale per Carlino che rimane solo e triste.
Un giorno arriva a casa di Carlino Pisana che, stanca del marito, vuole vivere con lui. Carlino, per sfuggire agli sbirri mandati dai pretendenti di lei, si rifugia presso gli Apostulos e provvede con il suo denaro alle necessità di Pisana e parte per Milano.
A Padova si rivela Aglaura, la figlia degli Apostulos che - in cerca del suo pretendente sposo e per sfuggire al rischio di un incesto col presunto fratello Spiro - è partita con lui travestita da marinaio. Si recano insieme a Milano dove nel frattempo è stata instaurata la Repubblica Cisalpina e dove Carlino viene nominato ufficiale della legione organizzata dal comandante Ettore Carafa per liberare Napoli.
A Milano, Spiro, il figlio degli Apostulos, gli fa sapere che in realtà Aglaura è sorella di Carlino: ciò è causa di confusione ma al tempo stesso di felicità per il giovane. Spiro e Aglaura, non essendo fratelli, potranno smettere di reprimere il loro amore e si sposeranno.
A Napoli, inoltre, lo attende una sorpresa: Carlino scopre che il suo comandante, Ettore Carafa, convive con Pisana, che faceva ciò solo per dispetto a suo cugino, poiché era convinta che egli amoreggiasse con Aglaura. Dopo che il giovane prova la sua "innocenza", però, Pisana torna a vivere con lui come una sorella.

### Capitolo XVII-XXI
"O primo ed unico amore della mia vita, o mia Pisana, tu pensi ancora, tu palpiti, tu respiri in me e intorno a me! Io ti veggo quando tramonta il sole, vestita del tuo purpureo manto d'eroina, scomparir fra le fiamme dell'occidente, e una folgore di luce della tua fronte purificata lascia un lungo solco per l'aria, quasi a disegnarmi il cammino. Ti intravedo azzurrina e compassionevole al raggio morente della luna, ti parlo come a donna viva e spirante nelle ore meridiane del giorno. Oh tu sei ancora con me, tu sarai sempre con me, perché la tua morte ebbe affatto la sembianza d'un sublime ridestarsi a vita più alta e serena. Sperammo ed amammo insieme; insieme dovremo trovarci là dove si raccolgono gli amori dell'umanità passata, e le speranze della futura. Senza di te, che sarei mai io?... Per te, per te sola, o divina, il cuore dimentica ogni suo affanno, e una dolce malinconia, suscitata dalla speranza, lo occupa soavemente".
Napoleone intanto si trova in Egitto e nel napoletano infuria la rivolta. Carlino segue la legione di Carafa che in Puglia fa strage di Turchi e Albanesi chiamati dai ribelli e trova il padre, ferito e prigioniero, che gli muore tra le braccia. Insieme a Pisana e Lucilio si rifugia a Genova dove vengono soccorsi da Sandro Giorgi, mugnaio di Fratta che è diventato colonnello. Carlino, in seguito alla vittoria di Marengo che ristabilisce la potenza di Napoleone, viene nominato prefetto delle Finanze a Bologna.
Date le dimissioni dopo breve tempo ritorna a Milano che lascerà, dopo Austerlitz, per recarsi a Venezia quando questa è unita al Regno d'Italia. A Venezia Carlino sposa Aquilina, sorella di Bruto Provedoni, per volere di Pisana, e per alcuni anni è un marito e un padre felice. Ma nel 1820, tornato a Napoli, partecipa alla rivoluzione contro re Ferdinando, viene ferito e fatto prigioniero. In carcere perde la vista e viene liberato grazie all'intervento di Pisana e con lei parte in esilio per Londra.
A Londra i due stentano la vita e Pisana, per aiutare Carlino, si mette a chiedere l'elemosina. Quivi incontrano Lucilio che esercita la sua professione di medico. Carlino viene operato da questi e riacquista la vista, mentre Pisana si ammala e muore. Carlino ritorna coi suoi a Venezia, dove gli muore il figlio Donato, già ferito nella rivoluzione di Romagna e muoiono di colera Lucilio e Spiro.

### Capitolo XXII-XXIII
Allo scoppio della rivoluzione del 1848, Carlino viene nominato colonnello, il figlio Giulio, che nel 1849 aveva combattuto alla difesa di Roma, muore combattendo in Argentina e Carlino, ormai ottuagenario, rimane con i figli e i nipoti "contento di aver vissuto e contento di morire".

## Edizioni italiane
- Le Confessioni di un Italiano, prefazione di Luigi Russo, Firenze, Le Monnier, 1934.
- Le Confessioni d'un Italiano, collana I Giganti, prefazione di Emilio Cecchi, Torino, Einaudi, 1942; Collana I millenni, Einaudi, 1956-1997.
- Confessioni di un Italiano, collana UEF. Biblioteca di classici italiani, introduzione di Goffredo Bellonci, a cura di E. Spagnol Vaccari, 2 voll., Milano, Feltrinelli, 1960.
- Le Confessioni d'un Italiano, presentazione e commento di Folco Portinari, Milano, Mursia, 1966.
- Le Confessioni d'un Italiano, collana I Grandi Libri, introduzione e note di Paolo Ruffilli, 2 voll., Milano, Garzanti, 1973.
- Le Confessioni d'un Italiano, collana I classici della BUR, introduzione e note di Claudio Milanini, Milano, Rizzoli, 1981. [I ed. BUR, 1954].
- Le Confessioni d'un Italiano, collana I Meridiani, note, cura e saggio di Marcella Gorra, Milano, Mondadori, 1981.
- Le Confessioni d'un Italiano, illustrazioni di Giuseppe Zigaina, introduzione e cura di Sergio Romagnoli, presentazione di Stanislao Nievo, Venezia, Marsilio, 1990; Introduzione di Cesare De Michelis, Marsilio, 2001.
- Le Confessioni d'un Italiano, collana Biblioteca di scrittori italiani-Fondazione Pietro Bembo, a cura di Simone Casini, 2 voll., Guanda, Milano, 1999.
- Le Confessioni d'un Italiano, a cura di Loris Maria Marchetti, Torino, UTET, 2006.

### Sul personaggio dellaPisana
- Graziano Rodolfo Ceriello, La Pisana nelle Confessioni di Ippolito Nievo, in Saggi di critica e varia letteratura, Napoli, Guida, 1931.
- Luigi Ciceri, Pisana: studi nieviani, Udine, Il Tesaur, 1949.
- Emilio Cecchi, La Pisana, in Ritratti e profili, Milano, Garzanti, 1957.
- Giuseppe Iadanza, Una vetta dell'arte narrativa: la Pisana, in Nostro Tempo, XI, n. 119, 1962,  pp. 2-11.
- Marcella Gorra, La donna nel Nievo: ideologia e poesia, Firenze, Olschki, 1963.
- Elsa Chaarani Lesourd, Università degli Studi di Firenze. Dipartimento di italianistica, L'altra Sand di Nievo, a cura di Simone Casini, Enrico Ghidetti e Roberta Turchi, Ippolito Nievo tra letteratura e storia, Roma, Bulzoni, 2004, ISBN 888319957X.
- Stefania Segatori, Forme, temi e motivi nella narrativa di Ippolito Nievo, Firenze, Olschki, 2011.